# Jasmin Stavros
Jasmin Stavros (Split, 1 de noviembre de 1954-Zagreb, 3 de mayo de 2023) fue una cantante croata que creció en la antigua Yugoslavia.

## Biografía
Terminó la escuela primaria de música en piano y la escuela secundaria de música en contrabajo.
Tocó percusión durante 4 años en la Orquesta Nacional de Croacia.
En 1982 recibió la tarjeta verde para permanecer en Estados Unidos. Regresó a Croacia poco antes de la independencia del país.
Contrajo matrimonio con Zarka Stavros y fueron padres de dos hijos: Krešimir Stavros y Milo Stavros.
En los últimos tiempos tuvo que cancelar varias giras por sus dolores.
Falleció el 3 de mayo de 2023 a lo 68 años, de una enfermedad pulmonares en el Hospital central de la Universidad de Zagreb, Croacia.  

## Discografía
- 1987,  Priče iz kavane
- 1988,  Evo mene opet
- 1989,  Ljubio sam anđela
- 1991,  Prijatelji
- 1993,  E moj čovječe
- 1995,  Dijamanti
- 1997,  Zrak, zemlja zrak
- 1998,  Evo puta mog
- 1999,  Dio puta mog
- 2000,  Jutrima
- 2002,  Vučja vremena
- 2002,  Sve najbolje
- 2004,  Krećem ponovo
- 2007,  Nemoj se udavati